# Seelisberg
Seelisberg is een gemeente en plaats in het Zwitserse kanton Uri.
Seelisberg telt 682 inwoners.
In 1947 werd hier de Conferentie van Seelisberg gehouden, om de verhouding tussen christenen en joden te verbeteren en antisemitisme binnen het christendom te bestrijden.
Altdorf · Andermatt · Attinghausen · Bauen · Bürglen · Erstfeld · Flüelen · Göschenen · Gurtnellen · Hospental · Isenthal · Realp · Schattdorf · Seedorf · Seelisberg · Silenen · Sisikon · Spiringen · Unterschächen · Wassen
- Historisch woordenboek van Zwitserland: 000704
- Virtual International Authority File: 238395301